# 南博 (社会心理学者)
南 博（みなみ ひろし、1914年7月23日 - 2001年12月17日）は、日本の社会心理学者。日本女子大学教授・一橋大学社会学部教授・成城大学教授を歴任。日本社会心理学会第3期・第9期・第10期理事長。

## 経歴
1914年、東京市赤坂区田町（現在の東京都港区赤坂）に生まれる。父は医師の南大曹（福島県出身、1878年生まれ。日本医科大学教授、日本消化器病学会会長、財団法人癌研究会理事長、南胃腸病院院長）。近藤達児は父の兄。石川千代松は母方祖母の弟。大倉喜八郎は叔母の祖父であり、林達夫も叔母の縁続きに当たる。
慶應義塾幼稚舎、東京高等学校 (旧制) 尋常科から理科乙類を経て、父親の希望により医師を志すが、父の激務に恐れをなし1937年（昭和12年）東京帝国大学医学部を中退。1940年（昭和15年）京都帝国大学文学部哲学科卒、同年京都帝国大学文学部副手就任。母親の幼友達であった高木貞二（心理学者、東京大学教授）の推薦を受け、アメリカのコーネル大学大学院に留学しダレンバックに師事、1943年（昭和18年）コーネル大学Ph.D.。
日米開戦後は敵性市民として軟禁状態に置かれ、大学院修了後は日本への帰国を望んだが、入国ビザが下りずコーネル大学講師等を経て1947年（昭和22年）に帰国。同年日本女子大学教授就任とともに、高木貞二の紹介で東京商科大学（現一橋大学）予科非常勤講師となる。1949年（昭和24年）一橋大学法学社会学部専任講師となる。
1950年（昭和25年）、著作の『社会心理学入本』が毎日出版文化賞を受賞。社会心理学が学問として脚光を浴びる契機を作った。
1950年一橋大学社会学部助教授、1958年同教授。一橋大学に国立大学で初めて社会心理学の講座を設け、1964年国際心理学会常任理事就任。1969年から1974年まで日本心理学会常任理事。社会心理研究所、伝統芸術の会、映画と心理の会を設立し、後にそれらを統合し日本心理センターとし、その所長を務めた。全日本気功協会会長。民主主義科学者協会でも活動。1962年文学博士（京都大学）。学位論文は「体系社会心理学」。 
この間、多数の書籍を執筆する中で、1961年（昭和36年）に出版された『記憶術 心理学が発見した20のルール』は、毎日15分間、15日でマスターできる記憶法が人気を呼びベストセラーになった。
1978年に一橋大学を定年により退官し、同大学名誉教授。定年退官後は弟子の石川弘義の招きにより、1978年から成城大学教授をつとめ、1985年に成城大学を定年退職。中華人民大学名誉教授。また俳優座の養成所でも教鞭を執り愛川欽也等を教えた。1999年まで原宿に居住し、1999年から病気療養をかね国立がんセンターおよび聖路加国際病院に近い佃島に転居。2001年、肺炎のため死去。

## 受賞
- 1949年：毎日出版文化賞

## 家族・親族
妻は新劇女優の東恵美子で、日本で早くから夫婦別姓婚を行った夫婦としても知られた。その婚姻関係は「自由結婚」「別居結婚」「日本のサルトルとボーヴォワール」などとも呼ばれ、マスコミなどでも話題になった。

## 業績・研究内容
戦後、アメリカ社会心理学を日本に導入し、国民性から大衆文化まで様々な社会現象の背景にある心理を解き明かし「日本人論」ブームをリードした。また、伝統芸能や映画、テレビ番組においても幅広く活躍した。フラストレーションの訳語に欲求不満という言葉を当てた。

## 人物像
仕事に熱心なことで知られ、子どもの頃から毎日8時間以上勉強するのが習慣だった。父から「勉強しすぎて死んだ奴はいない」と教えを受けたという。生涯無休で仕事を行い、亡くなる直前まで口述筆記で著書を遺している。

## ゼミ出身者
- 高野悦子（文化功労者、日本女子大ゼミ1期生）
- 加藤秀俊（社会学者、学習院大学教授）
- 佐藤毅（社会心理学者、一橋大学名誉教授）[9]
- 辰濃和男（元朝日新聞「天声人語」担当）
- 石川弘義（社会心理学者、成城大学名誉教授）
- 折橋徹彦（社会心理学者、関東学院大学名誉教授）[10]
- 山本コウタロー（ミュージシャン）
- 長谷部徹（作曲家・編曲家）
- 小野憲次（メディアプロデューサー）
- 高平哲郎（作家）
- 杉山隆男（作家）
- 石原慎太郎（作家、元東京都知事・運輸大臣）
- 山岸俊男（社会心理学者、一橋大学特任教授、東京大学特任教授、北海道大学名誉教授、文化功労者）
- 山本武利（歴史学者、一橋大学名誉教授、早稲田大学名誉教授）[11]
- 加藤剛（社会学者、京都大学名誉教授）[12]
- 高橋和宏（社会学、元首都大学東京教授）[13]
- 滝野功（心理学、立命館大学教授）[13]
- 榮久庵祥二（デザイン理論、元日本大学芸術学部教授、元GKデザイングループ研究本部長）[14]
- 大田弘子（経済学者、元経済財政政策担当大臣、政策研究大学院大学教授）
- 市川孝一（社会心理学者、明治大学教授）
- 上林千恵子（社会学者、法政大学教授）[15]
- 中村恵一（オカルト研究家、ノストラダムスの予言に基づき一橋大学教授辞職）[10]
- 小杉善信（元日本テレビHD代表取締役社長、日本テレビ放送網社長、テレビプロデューサー）

## 著書
- 『アメリカの思想と生活』真善美社 1949
- 『社会心理学 社会行動の基礎理論』光文社 1949
- 『心理学展望』金子書房 1949
- 『生きる不安の分析 自殺への誘惑は避けられないものだろうか』光文社 日本の社会心理 1952
- 『コミュニケーシォン活動』日本電報通信社 教養の書 1952
- 『人間の方向』東和社 1952
- 『中国 ヨーロッパを追い越すもの』光文社 1953
- 『日本人の心理』岩波新書 1953
- 『現代のマス・コミュニケーション』要書房 1954
- 『日本人の娯楽』河出新書 1954
- 『十代の心理』河出新書 1955
- 『独身生活に関する十二章』中央公論社 1955
- 『社会心理照魔鏡 1956年版』光文社カッパ・ブックス 1956
- 『不安の芽 十代の求めるもの』平凡出版 1956
- 『現代人の心理』河出書房 1956
- 『現代心理学用語辞典』河出書房 1956
- 『体系社会心理学』光文社 1957　のちカッパ・ブックス
- 『女の愛としあわせと-夫婦・母子・嫁姑の心理学』麦書房 1957
- 『社会心理学入門』岩波新書 1958
- 『初歩心理学 人間関係をよくする道具』光文社カッパ・ブックス 1958
- 『社会心理学読本』東洋経済新報社 1958
- 『孤独からの解放 芸術と生活の心理学』光書房 1959
- 『マス・コミュニケーション入門 現代を支配するもの』光文社カッパ・ブックス 1960
- 『社会心理学の性格と課題』勁草書房 1963
- 『現代を生きる心理学』講談社現代新書 1964
- 『意識革命』講談社現代新書 1965
- 『機械文明と人間』日本放送出版協会 NHK現代科学講座 1966
- 『社会と人生』日本書房 1972
- 『自己発見 あなたは性格を変えられる』祥伝社ノン・ブック 1973
- 『社会不安 その日本的構造』PHP研究所 1974
- 『行動理論史』岩波全書 1976
- 『心理学の名著12選』学陽書房 1976
- 『自分を知る法』ごま書房 ゴマブックス 1977
- 『南博社会心理論集』勁草書房　1980

2　日本人の心理と生活
3　日本人の芸術と文化
- 『日本人論の系譜』講談社現代新書 1980
- 『人間行動学』岩波書店 1980
- 『日本的自我』岩波新書 1983
- 『家族内性愛』朝日出版社 1984
- 『学者渡世 心理学とわたくし』文芸春秋 1985
- 『ビジネスマンの心理学教室 ストレスと上手につき合うための47講』中央経済社 1987
- 『深層心理なるほど講座 知らない自分がそこにある無意識の世界のふしぎ発見』日本実業出版社 1990
- 『もう一人の自分を見つける法 あなたの中に、もっとすばらしいあなたがいる』ごま書房 ゴマブックス 1993
- 『ストレスとのつき合い方 心と体の関係性』三一新書 1994
- 『日本人論 明治から今日まで』岩波書店 1994　のち現代文庫
- 『「老い知らず」に生きる知恵』講談社 1995
- 『老いに打ち克つ50章』講談社 1997
- 『南博セレクション』全7巻 勁草書房

1　アメリカそして中国 2001
2　日本の社会と文化 2001
3　芸術の心理 2002
4　マスコミと風俗 2003
5　行動理論・精神分析・哲学 2004
6　社会意識と歴史意識 2004
7　出会いの人生 自伝のこころみ 2004

### 共編著
- 『人間の心理』編 毎日新聞社 毎日ライブラリー 1952
- 『現代心理学 第5巻 社会と文化の心理学』編 河出書房 1955
- 『独身生活に関する十二章』鶴見和子、桑沢洋子、岡本太郎、藤田たき等共著 中央公論社 1955
- 『現代心理学用語辞典』編 河出新書 1956
- 『女の愛としあわせと 夫婦・母子・嫁姑の心理学』編 麦書房 1957
- 『社会心理学読本』編 東洋経済新報社 読本シリーズ 1958
- 『日本の芸術 伝統と近代』編 東洋経済新報社 1958
- 『応用社会心理学講座』全4巻 編 光文社 1959
- 『講座現代マス・コミュニケーシヨン 第2 テレビ時代』編 河出書房新社 1960
- 『記憶術 心理学が発見した20のルール』編 光文社カッパ・ブックス 1961
- 『マス・レジャー叢書 第3 マス・カルチャー』監修 紀伊国屋書店 1963
- 『現代人の心理学 心理学新事典』編 河出書房新社 1964
- 『心理学論集』編 河出書房新社 大学セミナー双書 1965
- 『病める心と社会 現代人の異常心理』相場均,なだいなだ共編著 野火書房 1968
- 『現代のエスプリ 第33 行動の科学』犬田充共編 至文堂 1970
- 『現代人の病理 第1巻 文化の臨床社会心理学』加藤正明,相場均共編　誠信書房 1972
- 『現代人の病理 第2巻 人間関係の臨床社会心理学』木村駿,相場均共編 誠信書房 1972
- 『現代人の病理 第3巻 家族の臨床社会心理学』滝沢清人,相場均共編 誠信書房 1973
- 『文化 戦後資料』編 日本評論社 1973
- 『現代人の病理 第4巻 エロスの臨床社会心理学』浅井正昭,相場均共編　誠信書房 1974
- 『原典による心理学の歩み』編著 講談社 原典による学術史 1974　のち学術文庫
- 『現代人の病理 第5巻 臨床社会心理学の基礎』荻野恒一,相場均共編 誠信書房 1975
- 『くちコミュニケーション』社会心理研究所共著 誠信書房 書き下しシリーズ 1976
- 『心理学の名著12選』編 学陽書房 名著入門ライブラリー 1976
- 『芸双書』全10巻 永井啓夫、小沢昭一共編 白水社 1981-82
- 『ドラえもん研究 子どもにとってマンガとは何か』編 ブレーン出版 現代社会の心理 1981
- 『「日本人とプロ野球」研究 人を動かすメカニズム』編 ブレーン出版 現代社会の心理 1982
- 『日本モダニズムの研究 思想・生活・文化』編 ブレーン出版 1982
- 『心理学がわかる事典 読みやすい・面白い・ためになる』編著 日本実業出版社 1983
- 『日本人の生活文化事典』社会心理研究所共編 勁草書房 1983
- 『日本人の人間関係事典』編 講談社 1980
- 『間の研究 日本人の美的表現』編 講談社 1983
- 『近代庶民生活誌』全20巻 責任編集 三一書房 1984-98
- 『座・こみゅにけいしょん はたして日本人はコミュニケーション下手から脱皮できるか?』日本心理センター共編 日本リクルートセンター出版部 1984
- 『ニューメディアの事典-わたし達の生活はどう変わるか』三省堂 1984
- 『親の目・子どもの目 家族心理学へのいざない』日本心理センター共著 竹内書店新社 1985
- 『これからどうなる?女と男 日本人学からのアプローチ』日本心理センター共編 ティビーエス・ブリタニカ 1985
- 『どんどん覚えて忘れない記憶術・暗記法 名前と顔の覚え方から数字・英単語の暗記のしかたまで 心理学応用』編著 日本実業出版社 エスカルゴ・ブックス 1986
- 『昭和文化 1925～1945』社会心理研究所共著 勁草書房 1987
- 『大正文化 1905-1927』社会心理研究所共著 勁草書房 1987
- 『心の垣根を乗り越えて 神経症からの自己治癒』沢崎俊郎共編著 学芸書林 1988
- 『家族心理劇場』編 林幸範,福谷徹著 フォー・ユー 1990
- 『続・昭和文化 (1945～1989)』社会心理研究所共著 勁草書房 1990
- 『南博のストレス・カウンセリング』責任編集 沢崎俊郎 指導 ネスコ 1991
- 『心理学がわかる事典 読みこなし使いこなし自由自在』編著 日本実業出版社 1994
- 『深層心理がわかる事典 読みこなし使いこなし活用自在』編著 日本実業出版社 1997
- 『よくわかる心理カウンセリング 悩める心の相談相手』林幸範共編著 日本実業出版社 2000

### 翻訳
- G.W.オルポート, L.ポストマン『デマの心理学』岩波書店 岩波現代叢書 1952
- A.A.ローバック『アメリカ心理学史』堀川直義共訳 法政大学出版局 1956
- R.マンヴェル『映画と大衆』紀伊国屋書店 1956
- H.マルクーゼ『エロス的文明』紀伊国屋書店 1958
- H.キャントリル『社会運動の心理学』石川弘義,滝沢正樹共訳 岩波現代叢書 1959
- ヴァンス・パッカード『浪費をつくり出す人々』石川弘義共訳 ダイヤモンド社 1961
- ジョージ・ギャラップ『創造する頭脳 かくれた才能をいかに開発するか』講談社 1965
- B.ベレルソン, G.A.スタイナー『行動科学事典』社会行動研究所共訳 誠信書房 1966
- エリック・バーン『人生ゲーム入門 人間関係のテクニック』河出書房 ワールド・ブックス 1967
- チャールス・オスグッド『戦争と平和の心理学』田中靖政共訳 岩波書店 1968.
- マーシャル・マクルーハン,クエンティン・フィオーレ『メディアはマッサージである』河出書房 1968
- M.シェリフ,C.W.シェリフ編『学際研究 社会科学のフロンティア』監訳 鹿島研究所出版会 1971
- 『図説現代の心理学』全6巻 監訳 講談社 1976-82
- ロバート・A.ニスベット『現代社会学入門』全4冊 講談社学術文庫 1977
- ダニエル・J.レビンソン『人生の四季 中年をいかに生きるか』講談社 1980　『ライフサイクルの心理学』講談社学術文庫
- R.L.ロスノウ, G.A.ファイン『うわさの心理学 流言からゴシップまで』岩波現代選書 1982
- フィリップ・ブルームスティーン,ペッパー・シュワルツ『アメリカン・カップルズ』白水社 1985
- J.マーゾッロ, J.ロイド共著 I.トライバス イラスト『あそびながら学ぶ 手づくり幼児教育のすすめ』誠信書房 1986
- グラディス・ハドスン『勝利への軌跡ポールJ.マイヤー』山手書房 1986
- D.E.スタナード『歴史を精神分析する フロイトと心理歴史学の失敗』岩波書店 1986
- ロビン・トルマック・ラコフ, ラクェル・L.シェール『フェイス・ヴァリュー美の政治学』ポーラ文化研究所 1988
- トマス・ムーア『失われた心生かされる心 あなた自身の再発見』監訳 経済界 1994

## 論文
- 「視空間の成立に関する実験的研究」 『心理学研究』 第15巻 3輯 1940
- K. D. Dallenbach と共著 "The effect of activity upon learning and retention in the cockloach", American Journal of Psychology, Vol. 59, 1946
- 「精神分析学と文化人類学-アメリカ社会心理学の新傾向」 『思想』 1947年6月号
- 「アメリカの理論心理学」 『理想』 第176号 1947
- 「子供の心はいかにしてつくられるか」 『思想の科学』 第3巻 3号 1948
- 「映画の分析-社会心理学の方法」 『思想の科学』 第3巻 7号 1948
- 「記号・象徴・言語」 『思想の科学』 第3巻 11号 1948
- 「フロイトとアメリカ社会」 『潮流』 第5号 1948
- 「戦後日本における売笑婦の特質」 『婦人の世紀』 第8号 1949
- 「ルース・ベネディクト『菊と刀』の与えるもの-社会心理学の立場から」 『民族学研究』 第14巻 4号 1950
- 「アメリカ行動主義の系譜」 民主主義科学者協会発行 『理論』 第6号 1950
- 「日本における人間関係」 『労務研究』 第5巻 4号 1952
- 「天皇制の心理的地盤」 『思想』 第336号 1952
- 「社会心理学の動向-最近の文献を中心に」「マス・コミュニケーション」 『心理学講座 10. 社会心理』 中山書店 1954
- 「テレヴィジョンと受け手の生活-受けとり反応と社会的効果の問題点」 『思想』 第413号 1958
- 「群衆行動と大衆運動」 『講座現代社会心理学 4. 大衆現象の心理』 中山書店 1959
- 「安保闘争の『総括』と問題点」 『思想』 第439号 1961
- 「行動の基礎理論」 『思想』 第433号 1960 ・445号・458号・461号 1962
- 「心理学における東と西」 『思想』 478号 1964
- 「人間関係論の日本における展開」 『年報社会心理学』 第10号 1969
- 「臨床の場と社会の場-臨床心理学のひとつのアプローチ」 『現代人の病理 5. 臨床社会心理学の基礎』 誠信書房 1975
- 「社会心理学の動向」 『日本の心理学』 日本文化科学社 1982

## 参考
- 『日本心理学者事典』クレス出版、2003年、1062頁。ISBN 4-87733-171-9。